# Atylopsis fragilis
Atylopsis fragilis is een vlokreeftensoort uit de familie van de Pleustidae. De wetenschappelijke naam van de soort is voor het eerst geldig gepubliceerd in 1989 door Rauschert.